# Psilodon xerophilicum
Psilodon xerophilicum es una especie de coleóptero de la familia Lucanidae.

## Distribución geográfica
Habita en Brasil.